# Novi Travnik
Novi Travnik (en serbe cyrillique : Нови Травник) est une ville et une municipalité de Bosnie-Herzégovine située dans le canton de Bosnie centrale et dans la fédération de Bosnie-et-Herzégovine. Selon les premiers résultats du recensement bosnien de 2013, la ville intra muros compte 9 533 habitants et la municipalité 25 107.

## Géographie
La municipalité de Novi Travnik est entourée par celles de Travnik au nord, Vitez à l'est, Fojnica et Gornji Vakuf au sud, Bugojno et Donji Vakuf à l'ouest.

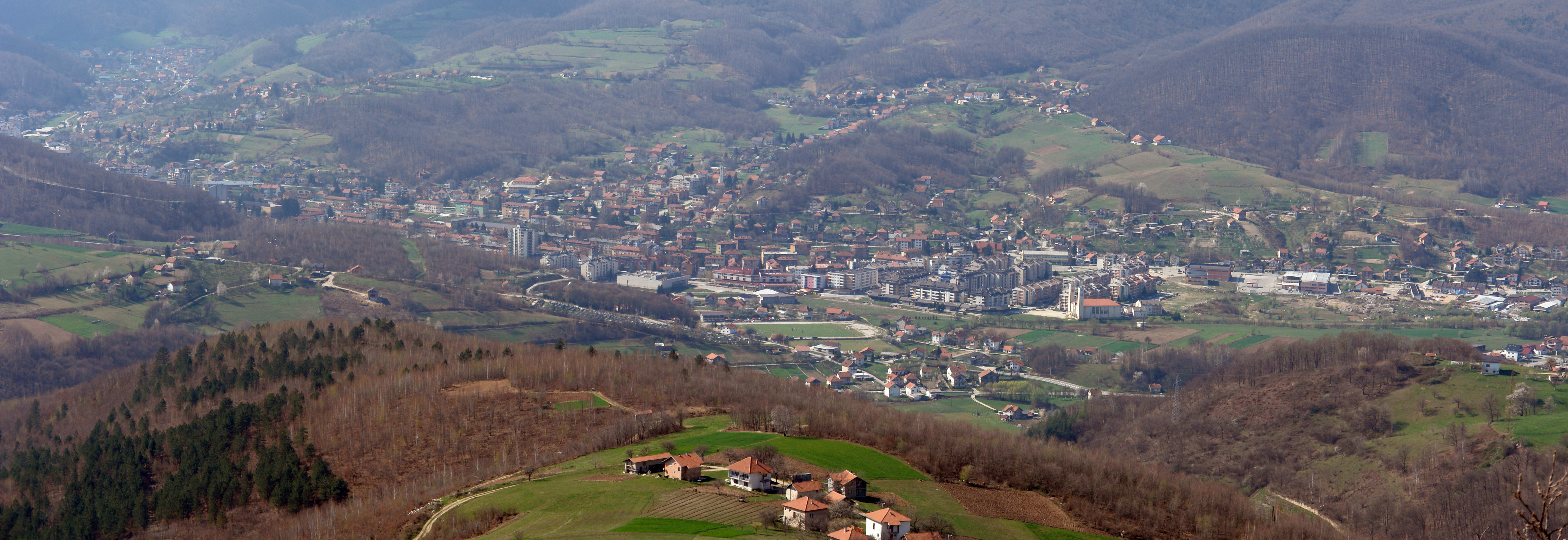
Vue générale de Novi Travnik

## Climat
Novi Travnik jouit d'un tempéré froid, avec une température moyenne annuelle de 10,3 °C ; juillet est le mois le plus chaud de l'année, avec une moyenne de 20,3 °C. Le mois le plus froid est janvier avec une moyenne de −0,7 °C. La moyenne des précipitations annuelles est de 917 mm/m2, avec les précipitations mensuelles les plus faibles en mars et les plus élevées en novembre.
| Mois                                 | Janv | Fév  | Mars | Avr  | Mai  | Juin | Juil | Août | Sept | Oct  | Nov | Déc  | Année |
| ------------------------------------ | ---- | ---- | ---- | ---- | ---- | ---- | ---- | ---- | ---- | ---- | --- | ---- | ----- |
| Températures maximales moyennes (°C) | 2,5  | 5,6  | 10,6 | 15,5 | 20,5 | 24,1 | 26,7 | 26,2 | 22,0 | 15,6 | 9,0 | 3,9  |       |
| Températures moyennes (°C)           | -0,7 | 1,6  | 5,8  | 10,3 | 14,9 | 18,3 | 20,3 | 19,7 | 15,8 | 10,7 | 5,5 | 1,1  | 10,3  |
| Températures minimales moyennes (°C) | -3,8 | -2,4 | 1,0  | 5,1  | 9,3  | 12,6 | 13,9 | 13,2 | 9,7  | 5,8  | 2,1 | -1,7 |       |
| Précipitations moyennes (mm)         | 62   | 64   | 59   | 71   | 85   | 85   | 71   | 70   | 70   | 83   | 106 | 91   | 917   |

## Histoire
La ville de Novi Travnik a été fondée en 1949. En 1980, elle prit le nom de Pucarevo, en l'honneur de Đuro Pucar, un Partisan communiste de la Seconde Guerre mondiale. Elle a repris son nom d'origine en 1992.

## Localités

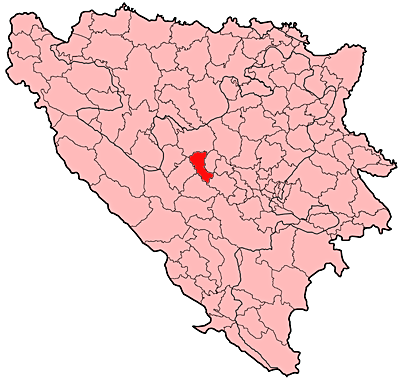
Localisation de la municipalité de Novi Travnik en Bosnie-Herzégovine

La municipalité de Novi Travnik compte 52 localités :
| - Balići - Bistro - Božići - Bučići - Budušići - Bugojčići - Bukvići - Čakići - Čehova - Dahovo - Donje Pećine - Duboko - Đakovići | - Gornje Pećine - Hadžići - Has - Isakovići - Kasapovići - Kopila - Kovačići - Krnjića Potok - Lisac - Margetići - Monjići - Nević Polje - Nova Opara | - Novi Travnik - Opara - Orašac - Pečuj - Petačići - Potočani - Pribilovići - Pričani - Rankovići - Rastovci - Rat - Reput - Ruda | - Sebešić - Seona - Sinokos - Stojkovići - Šenkovići - Torine - Trenica - Trnovac - Turalići - Vejzovići - Vodovod - Zenepići - Zubići |

## Démographie

### Villeintra muros

#### Évolution historique de la population dans la villeintra muros
| 1948 | 1953 | 1961  | 1971  | 1981  | 1991   | 2013  |
| ---- | ---- | ----- | ----- | ----- | ------ | ----- |
| -    | -    | 5 824 | 6 681 | 8 473 | 11 522 | 9 533 |

|  |

### Municipalité

#### Évolution historique de la population dans la municipalité
| 1961   | 1971   | 1981   | 1991   | 2013   |
| ------ | ------ | ------ | ------ | ------ |
| 18 374 | 22 847 | 26 154 | 30 713 | 25 107 |

#### Répartition de la population par nationalités dans la municipalité (1991)
En 1991, sur un total de 30 713 habitants, la population se répartissait de la manière suivante :

## Politique
À la suite des élections locales de 2012, les 23 sièges de l'assemblée municipale se répartissaient de la manière suivante :
| Parti                                                               | Sièges |
| ------------------------------------------------------------------- | ------ |
| Parti d'action démocratique (SDA)                                   | 7      |
| Union démocratique croate de Bosnie-Herzégovine (HDZ BiH)           | 4      |
| Parti social-démocrate (SDP)                                        | 3      |
| Parti démocratique bosniaque-Sefer Halilović (BPS)                  | 2      |
| Parti paysan croate-Stjepan Radić (HSS)                             | 2      |
| Parti paysan croate (HSS) - Nouvelle initiative croate (NHI)        | 1      |
| Alliance pour un meilleur avenir de la Bosnie-Herzégovine (SBB BiH) | 1      |
| Parti pour la Bosnie-Herzégovine (SBiH)                             | 1      |
| Union démocratique croate 1990 (HDZ 1990)                           | 1      |
| Parti croate du Droit (HSP BiH)                                     | 1      |

Refik Lendo, membre du Parti d'action démocratique (SDA), a été réélu maire de la municipalité,.

## Tourisme

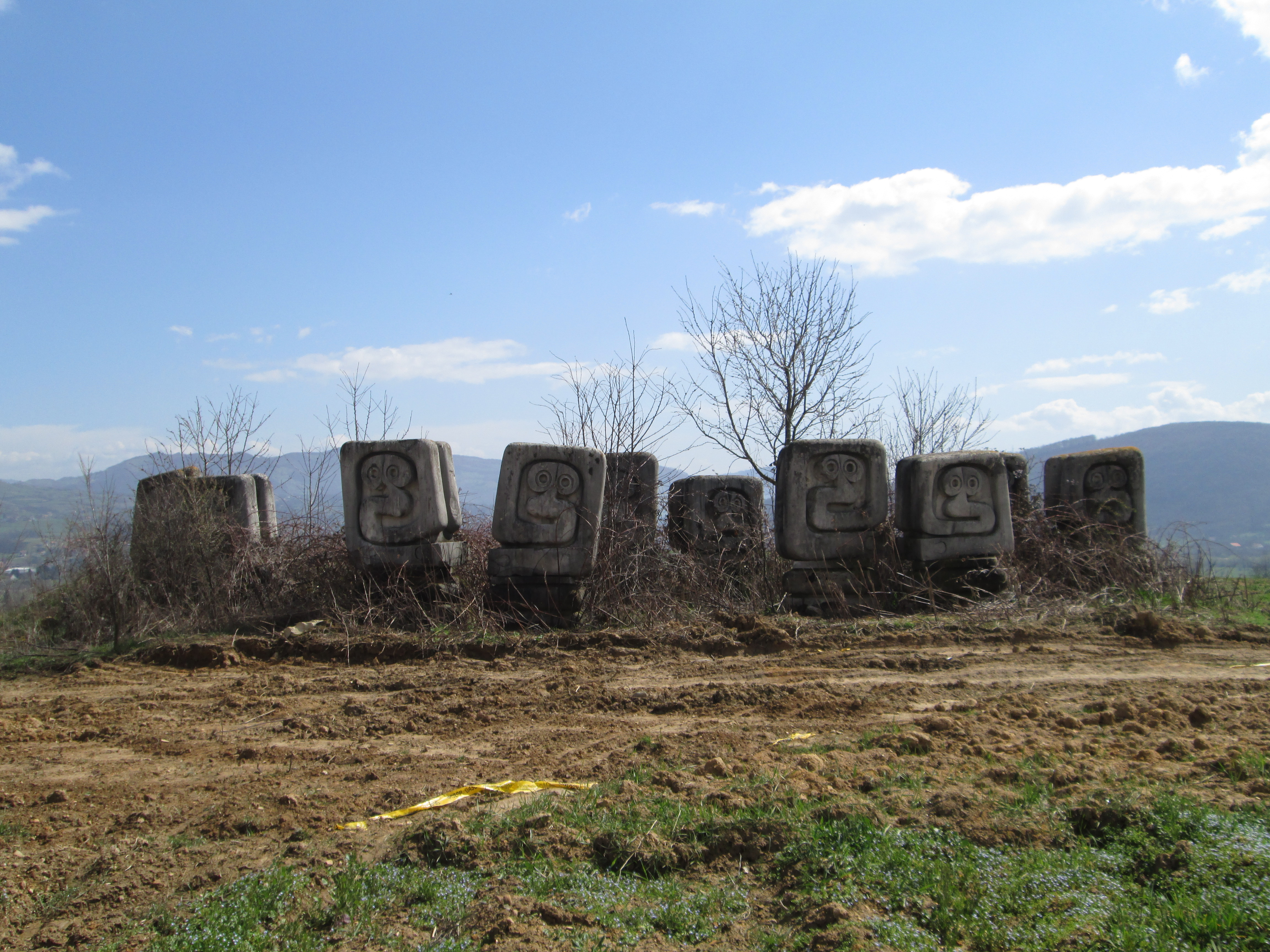
La nécropole des victimes du fascisme à Novi Travnik

Sur le territoire de la municipalité se trouvent plusieurs nécropoles abritant notamment des stećci, un type particulier de tombes médiévales. La plus importante d'entre elles est la nécropole de Maculje, située dans le village de Seona ; avec ses 101 stećci, elle est inscrite sur la liste des monuments nationaux de Bosnie-Herzégovine et fait partie des 22 sites avec des stećci proposés par le pays pour une inscription au patrimoine mondial de l'UNESCO. D'autres nécropoles sont également classées : celle de Kaurlaš avec 45 stećci, 8 tombes cruciformes et 1 nişan (stèle ottomane), celle d'Orašac avec 2 stèles anthropomorphes, celle de Bistro avec 23 stećci, celle d'Opara avec 48 stećci et celle de Sebešić avec 13 stećci, 5 stèles anthropomorphes et un tumulus préhistorique.
La vieille mosquée de Šenkovići, construite à la fin du XVIe siècle ou début du XVIIe siècle, et la nécropole des victimes du fascisme à Novi Travnik, créée en 1975, figurent elles aussi sur la liste des monuments nationaux.